# Mimosa nothopteris
Mimosa nothopteris är en ärtväxtart som beskrevs av Rupert Charles Barneby. Mimosa nothopteris ingår i släktet mimosor, och familjen ärtväxter. Inga underarter finns listade i Catalogue of Life.